# Jan Płoński
Jan Płoński (ur. 6 grudnia 1929 w Warszawie, zm. 23 listopada 1982 tamże) – polski lekarz ginekolog położnik, doktor nauk medycznych, nauczyciel akademicki i działacz samorządowy, ordynator i dyrektor Miejskiego Szpitala Ginekologiczno-Położniczego w Warszawie.

## Życiorys
Studia medyczne rozpoczął w 1949 roku na Akademii Medycznej w Szczecinie, a ukończył je w 1954 roku na Wydziale Lekarskim AM w Warszawie. Od tego czasu pracował w I Klinice Położnictwa i Chorób Kobiecych AM w Warszawie, gdzie osiągnął stanowisko adiunkta u prof. Tadeusza Bulskiego. Tamże uzyskał II stopień specjalizacji oraz tytuł doktora nauk medycznych.
Radny IV kadencji Rady Narodowej dzielnicy Warszawa Ochota m. st. Warszawy (1965-1969).
W latach 1968–1972 pełnił funkcję ordynatora oddziału położniczo-ginekologicznego Miejskiego Szpitala Ginekologiczno-Położniczego przy ul. Żelaznej 90 w Warszawie. W 1967 roku wygrał konkurs na stanowisko ordynatora tegoż szpitala. W roku 1972 objął stanowisko jego dyrektora, które piastował do roku 1974. Objął również stanowisko dyrektora ZOZ Warszawa-Ochota, do którego przyłączono szpital.
W latach 1974–1977 pełnił funkcję kierownika Wydziału Zdrowia i Opieki Społecznej Urzędu Miasta Stołecznego Warszawy (naczelny lekarz m. st. Warszawy), zachowując jednocześnie tytuł ordynatora szpitala, na którym to stanowisku pozostał do śmierci.
Członek i przewodniczący rady Spółdzielni Pracy Lekarzy Specjalistów „Zdrowie” w Warszawie.

## Dorobek
- Ogłosił drukiem około 30 prac[2], w tym książkę Rzęsistek pochwowy (Państwowy Zakład Wydawnictw Lekarskich, Warszawa 1962).

- W roku 1956 z inicjatywy dr hab. Tadeusza Bulskiego podjął we współpracy z inżynierami Stanisławem Bancerem, Jerzym Ilmurzyńskim i Stanisławem Kuhnem prace nad skonstruowaniem urządzenia elektroakustycznego do badania tętna płodu[6], które opatentowane zostało w roku 1957 (patent numer 40078). Prototyp urządzenia pod nazwą Audiokardiometr PS-61 zbudowany został w roku 1961 i z powodzeniem przeszedł próby kliniczne[7].

## Nagrody
- Krzyż Kawalerski Orderu Odrodzenia Polski
- Srebrny Krzyż Zasługi
- Odznaka 1000-lecia Państwa Polskiego
- Złota Odznaka honorowa „Za Zasługi dla Warszawy”
- Odznaka honorowa „Za wzorową pracę w służbie zdrowia”